# 1923 w filmie
Wydarzenia filmowe w 1923 roku.

## Wydarzenia
- 12 marca - w Nowym Jorku przedstawiono prasie pierwszy film dźwiękowy zrealizowany metodą Phonofilm autorstwa Lee De Foresta. Pokazano 2 filmy: "The Gavotte" z tańczącą parą i "The Serenade" z 4 muzykami i egipskim tancerzem. W ciągu roku Lee De Forest nakręcił 25 dźwiękowych filmów krótkometrażowych.

## Premiery

### Filmy polskie
- 7 stycznia – Otchłań pokuty
- 6 kwietnia – Ludzie mroku
- 8 kwietnia – Karczma na rozdrożu
- 6 maja – Od kobiety do kobiety
- 11 maja – Młodość zwycięża
- 18 maja – Bożyszcze
- 31 października – Niewolnica miłości
- 4 listopada – Bartek zwycięzca
- 20 grudnia – Złodziej i dziewczynka
- 25 grudnia – Syn Szatana
- Awantury miłosne panny D.
- Kule, które nie trafiają
- Panienka z bufetu Astoria
- Wieczne życie

### Filmy zagraniczne
- Derby Day

## Urodzili się
- 1 stycznia – Valentina Cortese, włoska aktorka filmowa (zm. 2019)
- 2 stycznia – Henryk Bąk, polski aktor (zm. 1987)
- 3 stycznia – Halina Głuszkówna, polska aktorka (zm. 2012)
- 7 stycznia – Pinkas Braun, szwajcarski aktor, reżyser (zm. 2008)
- 8 stycznia – Larry Storch, amerykański aktor filmowy, telewizyjny i teatralny (zm. 2022)
- 11 stycznia – Jacqueline Maillan, francuska aktorka (zm. 1992)
- 19 stycznia – Jean Stapleton, amerykańska aktorka (zm. 2013)
- 21 stycznia – Lola Flores, hiszpańska aktorka, tancerka, śpiewaczka (zm. 1995)
- 22 stycznia – Diana Douglas, amerykańska aktorka (zm. 2015)
- 26 stycznia – Anne Jeffreys, amerykańska aktorka filmowa, telewizyjna i teatralna (zm. 2017)
- 29 stycznia – Paddy Chayefsky, amerykański scenarzysta, pisarz, dramaturg (zm. 1981)
- 2 lutego – Bonita Granville, amerykańska aktorka (zm. 1988)
- 12 lutego – Franco Zeffirelli, włoski reżyser (zm. 2019)
- 28 lutego – Charles Durning, amerykański aktor (zm. 2012)
- 12 marca – Władysław Sheybal, polski aktor i reżyser (zm. 1992)
- 13 marca – Emil Karewicz, polski aktor (zm. 2020)
- 24 marca – Murray Hamilton, amerykański aktor filmowy (zm. 1986)
- 4 kwietnia
  - Gene Reynolds, amerykański reżyser, scenarzysta i producent telewizyjny (zm. 2020)
  - Peter Vaughan, brytyjski aktor charakterystyczny, teatralny, filmowy i telewizyjny (zm. 2016)
- 5 kwietnia – Michael V. Gazzo, amerykański aktor filmowy i telewizyjny (zm. 1995)
- 12 kwietnia – Ann Miller, amerykańska tancerka, aktorka (zm. 2004)
- 13 kwietnia – Don Adams, amerykański aktor, reżyser, scenarzysta i producent filmowy i telewizyjny (zm. 2005)
- 16 kwietnia – Alina Janowska, polska aktorka (zm. 2017)
- 21 kwietnia – Gustaw Holoubek, polski aktor (zm. 2008)
- 26 kwietnia – Andrzej Szczepkowski, polski aktor (zm. 1997)
- 29 kwietnia – Irvin Kershner, amerykański reżyser i aktor filmowy (zm. 2010)
- 4 maja – Eric Sykes, brytyjski aktor teatralny, filmowy, telewizyjny i radiowy, scenarzysta, komik i reżyser (zm. 2012)
- 7 maja
  - Anne Baxter, amerykańska aktorka (zm. 1985)
  - Włodzimierz Skoczylas, polski aktor (zm. 1993)
- 14 maja – Mrinal Sen, indyjski reżyser, scenarzysta i producent filmowy (zm. 2018)
- 26 maja
  - James Arness, amerykański aktor filmowy i telewizyjny (zm. 2011)
  - Roy Dotrice, brytyjski aktor filmowy, teatralny i telewizyjny (zm. 2017)
- 20 czerwca – Jerzy Nowak, polski aktor (zm. 2013)
- 6 lipca – Cathy O’Donnell, amerykańska aktorka (zm. 1970)
- 8 lipca – Val Bettin, amerykański aktor telewizyjny i głosowy (zm. 2021)
- 10 lipca – Krzysztof Missona, polski dyrygent (zm. 1992)
- 14 lipca – Dale Robertson, amerykański aktor filmowy i telewizyjny (zm. 2013)
- 25 lipca – Estelle Getty, amerykańska aktorka komediowa (zm. 2008)
- 3 sierpnia – Jean Hagen, amerykańska aktorka (zm. 1977)
- 10 sierpnia
  - Rhonda Fleming, amerykańska aktorka (zm. 2020)
  - Vernon Washington, amerykański aktor (zm. 1988)
- 14 sierpnia – Alice Ghostley, amerykańska aktorka (zm. 2007)
- 15 sierpnia – Rose Marie, amerykańska aktorka filmowa, telewizyjna, teatralna, dziecięca i radiowa (zm. 2017)
- 29 sierpnia – Richard Attenborough, angielski aktor, reżyser i producent filmowy (zm. 2014)
- 7 września – Peter Lawford, angielski aktor (zm. 1984)
- 9 września – Cliff Robertson, amerykański aktor, reżyser i scenarzysta (zm. 2011)
- 17 września – Jerzy Tkaczyk, polski aktor drugoplanowy teatralny, filmowy i dubbingowy (zm. 2006)
- 26 września – Stanisław Zaczyk, polski aktor (zm. 1985)
- 4 października – Charlton Heston, amerykański aktor (zm. 2008)
- 5 października – Glynis Johns, brytyjska aktorka (zm. 2024)
- 16 października – Linda Darnell, amerykańska aktorka (zm. 1965)
- 13 listopada – Linda Christian, meksykańska aktorka (zm. 2011)
- 28 listopada
  - Gloria Grahame, amerykańska aktorka (zm. 1981)
  - James Karen, amerykański aktor charakterystyczny (zm. 2018)
- 10 grudnia – Harold Gould, amerykański aktor sceniczny, filmowy i telewizyjny (zm. 2010)
- 11 grudnia – Betsy Blair, amerykańska aktorka filmowa (zm. 2009)
- 12 grudnia – Bob Barker, amerykański aktor telewizyjny (zm. 2023)
- 15 grudnia – Leon Niemczyk, polski aktor (zm. 2006)
- 29 grudnia
  - Charles Grenzbach, amerykański filmowiec, realizator dźwięku (zm. 2004)
  - Dina Merrill, amerykańska aktorka (zm. 2017)

## Zmarli
- 18 stycznia – Wallace Reid, amerykański aktor, scenarzysta i reżyser filmowy (ur. 1891)
- 26 marca – Sarah Bernhardt, francuska aktorka i reżyserka (ur. 1844)